# Afterburner
Afterburner (с англ. — «форсаж, форсажная камера, дожигатель») — девятый студийный альбом рок-группы ZZ Top, выпущенный 28 октября 1985 года на лейбле Warner Bros. Records. Самый успешный альбом группы, достигший платинового статуса в Великобритании, мультиплатинового в США, добравшийся до 4 места в The Billboard 200. Сингл с альбома Sleeping Bag добрался до 8 места в Billboard Hot 100 и возглавил чарт Hot Mainstream Rock Tracks

## Название альбома и обложка
Билл Хэм, менеджер и продюсер группы настоял на том, чтобы у ZZ Top, как у группы с мировым именем, появилась преемственность в оформлении альбомов. Поэтому, перед приглашённым для оформления конверта художником Барри Джексоном была поставлена задача: вне зависимости от названия альбома, на его обложке должен красоваться красный хот-род Ford, который был на обложке предыдущего альбома Eliminator. Название альбома Afterburner предложил Фрэнк Бирд, и это название означает самую горячую часть пламени, которое вырывается из стартующей ракеты. Название было принято, и соответственно этому названию был разработан концепт обложки

## Об альбоме
По выходе весной 1983 года альбома Eliminator группа в мае 1983 года отправилась в мировое турне, которое с успехом прошло в Северной Америке и Европе и закончилось в феврале 1984 года. После турне группа ушла в отпуск, и вернулась к работе лишь в 1985 году. На этот раз, группе, и особенно её главному автору Билли Гиббонсу пришлось работать над альбомом самостоятельно. ZZ Top прекратили сотрудничество со звукорежиссёром Терри Мэннингом, чей вклад в предыдущий успешный релиз был неоценим, причём не только как специалиста в записи, но в том числе и как исполнителя отдельных записанных партий ритм-гитары, бас-гитары и синтезаторов. О сотрудничестве с Линденом Хадсоном, человеком, который привнёс в группу звук синтезаторов, и чей вклад в предыдущий успех был возможно больше, чем вклад всех членов группы, за исключением Гиббонса (см. соответствующий раздел) не могло быть и речи: Линден Хадсон в 1983 году возбудил против ZZ Top судебный процесс о признании авторских прав. Техническим процессом записи руководил молодой звукооператор Джо Харди, который во время записи предыдущего альбома занимался исправлением звука, а окончательный мастеринг делал как и на прошлом альбоме Боб Людвиг. Для записи была оборудована студия Amp Cabin, где по стенам друг на друга были поставлены усилители «Fender» и «Marshall», а в центр был водружён большой микрофон, и «мы выкрутили ручки на усилителях настолько, насколько вообще могли, что стало настоящим испытанием для микрофона». Один раз собранная, схема оставалась практически неизменной: все изменения в тоне звучания достигались чаще заменой гитар или изменением параметров звука на гитаре.. В процессе записи очень активно использовалась сравнительная новинка: изобретённый Томом Шольцем из группы Boston компактный гитарный усилитель Rockman. Билли Гиббонс ответил на вопрос о том, как он нашёл тот звук, что в альбоме: «Том Шольц его нашёл! Мы в студии пробовали кучу разных штук. Одним из величайших наших прорывов был Rockman, который я использовал». По утверждению Билли Гиббонса, все его гитарные соло, за исключением вступления к балладе Rough Boy, родились во время записи и являлись в той или иной мере импровизациями.
Afterburner поступил в продажу 28 октября 1985 года.
По понятным причинам группа не стала изменять рецепт своего успеха 1983 года. «Безудержный успех Eliminator действительно зажёг в нас огонь переплюнуть всё, что было до этого. Обладание опытом экспериментов достаточно просто привело нас к следующей волне ощущений. Было достаточно много материала, который вдохновил нас на продолжение», — отметил Билли Гиббонс. В результате получившийся альбом называли не как иначе, чем «вторая часть», «сиквел» альбома Eliminator. Соответственно, появилась благодатная почва для критики, что, впрочем, совершенно не волновало слушателей. «Критики могут скулить о необходимости чего-то нового и отличающегося, но они не видят главного. Пока ZZ Top дают фанам то, что они ожидают, мы всегда будем слушать с предвкушением и восхищением».
Так, Дебора Фрост из Rolling Stone в декабре 1985 года разразилась статьёй, в которой нашлось место критике всего: синтезаторов, звука, текстов.
Топ из ZZ Top Билли Гиббонс принёс в жертву технологиям «химию», и к сожалению, сердце группы. Синтезаторы и драм-машины, которые помогли модернизировать мощное трио образца Cream и тонко усилили треки Eliminator, сейчас похоже просто заменили басиста Дасти Хилла и барабанщика Фрэнка Бирда…Но ведь это та музыка, в которой должно ощущаться, что она сделана людьми, а не машинами.  
Оригинальный текст (англ.)Top Top Billy Gibbons has sacrificed the chemistry — and, tragically, the heart — of the band to technology. The synthesizers and drum machines that
helped modernize a Cream-vintage power trio and subtly reinforced Eliminator’s tracks have now apparently replaced bassist Dusty Hill and drummer Frank Beard…But this is music that should feel as if it’s being made by men, not machines.

Более того, она же задалась вопросом о том, как группа при таком количестве синтезаторных наложений собирается выступать вживую, и как следствие, вопросом «Если Гиббонсу так уж чешется выйти за рамки формата трио и технических ограничений его партнёров, почему бы ему не выступать соло?»
В январе 1986 года в журнале Musician вышел ироничный, но более позитивный обзор творчества группы. В нём были названы пять составляющих успеха группы: иметь правильное отношение к собственному члену («много песен ZZ Top про секс, что беспрецедентно для группы, играющей рок-н-ролл»), не забывать про новинки для члена («Застёжка-липучка достаточно крепкая вещь, чтоб держать член взаперти, но легко отдирается, если вам надо его достать»), иметь на барабанах Фрэнка Бирда («хоть Фрэнк Бирд и лишь вполовину Джон Бонэм, он компенсирует это технологиями и удивительным вкусом»), иметь на басу Дасти Хилла («если уж барабаны второй солирующий инструмент, то кто-то должен держать пульс»), иметь гитаристом Билли Гиббонса («перерабатывает старые штуки и полу-новые штуки новыми шумами, при этом не теряя конечную цель сорвать вам голову»)
Большинство обозревателей негативно оценили звук альбома. «Фейковые ударные на Afterburner жидкие, а клавишные просто липкие», «…эта чумовая, но вполне слушабельная бурда долбящихся электронных барабанов, синтезаторное стаккато четвёртых долей, и стенающая электро-гитара»., «индустриальные синтезаторы и ноющее гитарное желе (местами) для создания странного нового звука и это хорошо работает, когда группа вкладывает в такое все усилия. Интеллекта не требует»
Похоже, что обладание упаковкой MTV-хитов воспалило у ZZ Top желание заполучить новое юное поколение, потому что Afterburner звучит как запись для 13-летних. Всеобъемлющая стена дисторшна была выключена, чтобы уступить место слащавым синтезаторам 1980-х и необъятному (и дерьмовому) фейковому звуку ударных. Если ещё и остаётся дисторшн-гитара, так это всего лишь очевидная попытка следовать в фарватере успеха Eliminator и всё такое, но нет никакого намёка на крутость. Вместо этого бездумный безфуззовый рок-альбом, наполненный привязчивыми поп-хуками и тупыми электронными эффектами       
Оригинальный текст (англ.)Apparently having a bunch of MTV hits got ZZ Top all excited about their new youthful demographic, because Afterburner sounds like a record for 13-year-olds. The all-enveloping walls of distortion have been turned down to make room for corny '80s synths and a HUGE (and shitty) fake drum sound. There are still distorted guitars present, this being an obvious attempt to follow up on the success of Eliminator and all, but there's no menace or ass-kicking to be found. Instead, it's a light-hearted fuzzed-out rock album full of catchy pop hooks and dumb electronic effects. 

Обозреватель Allmusic.com сказал, что «никогда хард-рок не звучал так искусственно, и никогда номинально блюз-рок альбом не был настолько лишён блюза», но вместе с тем несколько оправдывает его, говоря о том, что «как артефакт того времени Afterburner очень даже неплох» и это «просто знак того времени, когда даже хард-рок группы были вынуждены звучать так прилизанно, как синт-поп, заполненный бренчанием DX7 и глухими ударными».
Роберт Кристгау тоже сравнительно неплохо оценил альбом, поставив ему оценку «B» («достойная попытка, которую поклонники стиля или группы возможно найдут вполне себе слушабельной»)
Afterburner это сочетание журчащих металлических синтезаторов, электронных барабанов и проступающей Рио-Гранде-гитары, звучащих песню за песней, которые написаны как какая-то странная смесь дэнс-попа и отчаянного рок-н-ролла       
Оригинальный текст (англ.)Afterburner' is a collection of burbling, metallic synthesisers, electronic drums and bleeding, Rio Grande guitar, sounding off on song after song written like some strange mixture of dance-pop and flat out rock-and-roll. 

Однако слушатели совершенно не обращали внимание на критику. С позиций места в хит-параде — наиболее успешный альбом группы за всю её историю, по продажам, став в 1999 году пятикратно платиновым альбомом, уступает лишь альбому Eliminator.
По выходе альбома группа сняла видеоклипы на «Rough Boy», «Stages», «Velcro Fly» и «Sleeping Bag»; в одном из клипов снялась Пола Абдул.

## Список композиций
Все песни написаны Гиббонсом, Хиллом и Бёрдом.
- «Sleeping Bag» — 4:03
Sleeping Bag (англ. Спальный мешок). Песня была выпущена синглом, который стал самым успешным в истории группы. Обозреватели подчёркивают, что это едва ли не единственная песня на альбоме, в которой угадывается ZZ Top, «урчащая Sleeping Bag».[15] c «глубоко синкопированным вступлением»[11]. Несмотря на её успех, она называется вместе с тем непримечательной, «просто не запоминающейся на фоне некоторых других — странная „открывашка“»[17]. В песне речь идёт собственно о спальном мешке и о девушке, которую автор приглашает спать в этом мешке. Отмечается, что в части текста песня «на удивление лишена пошлых инсинуаций»[14]. На примере песни можно видеть, как рождаются ассоциации у Гиббонса при подготовке текстов. Он говорит о том, что в его детстве спальные мешки были громоздкие и тяжёлые, а теперь у него мешок «просто как футляр для мумии». Таким образом в тексте песни появились строчки о Египте: «спи среди фараонов и движущихся песков»[19]
- «Stages» — 3:32
Stages (англ. Ступени, этапы). «Бесподобный пост-нью-вейв-рок, самая попсовая вещь у ZZ Top за их историю»[15], «подозрительно радиоформатная эмопоп-рок песня»[14].

Затем [за Sleeping Bag] следует Stages и вы начинаете осознавать, что группа отмела блюз на этом диске — эта песня чистейший поп-рок, на 100 % коммерческая вещь, записанная специально для радио. 
Оригинальный текст (англ.)'Stages' follows, and you become aware that the band has abandoned the blues for this disc — the song is pure pop rock, 100 % commercial stuff designed for the airwaves.

С позиций текста названа «оптимистичной песней о любви, обозначающей отход ZZ Top от типичных для группы тупых текстов и похабного юмора». В тексте речь идёт о неких этапах любви, через которые проходят влюблённые, и которые способствуют остроте чувств. Вместе с тем, «stages» переводится как «подмостки», «сцены» и можно понимать песню как исполняемую от имени музыкантов, чьи собственные ощущения от смены концертных площадок, подпитывают их чувства и дают им возможность творчества. Во всяком случае так комментирует содержание песни сам Билли Гиббонс: «Stages? Мы сегодня вечером будем на одной такой. И собираемся выступать ещё на многих».
- «Woke Up with Wood» — 3:45
Woke Up with Wood (англ. Я проснулся со стояком). Обозреватели прежде всего обращают внимание на скабрёзный текст песни. «Я прослушал Woke Up With Wood три или четыре раза, и наконец спросил: „Эй, эта песня же про пробуждение с эрекцией“»?[12]. Обозреватель Rolling Stone сказала:

Каталог ZZ Top описывает вероятно так же много видов сексуальных действий (Tube Snake Boogie, I Got the Six,Pearl Necklace), как и исследовательская команда Masters and Johnson. Но там, где ранние песни типа Tush и La Grange были что-то типа посвящения во взрослую жизнь, а Pearl Necklace может быть вообще интерпретирована как приглашение к разгульному шопингу, Woke Up with Wood просто глупенькая. Может, для ZZ Top пришло время повзрослеть?    
Оригинальный текст (англ.)ZZ's catalog probably describes as many sex acts ("Tube Snake Boogie," "I Got the Six," "Pearl Necklace") as Masters and Johnson's. But where early songs like "Tush" and "LaGrange" were rites of passage, and "Pearl Necklace" might possibly be interpreted as an invitation to a shopping spree, "Woke Up with Wood" is just silly. Could it be time for ZZ Top to grow up?

Билли Гиббонс говорит, что эвфемизм wood он заимствовал у одного из своих приятелей из Аспена, который глядя на мужчину с роскошной блондинкой, прокомментировал это как «У парня сейчас „full wood“». C музыкальной точки зрения обозреватели оценивают песню высоко, находя её одной из немногих на альбоме песен в типичном для ZZ Top стиле хард- и блюз-рока.
- «Rough Boy» — 4:50
Rough Boy (англ. Крутой парень). Одна из немногих баллад ZZ Top, «просто шаблон песни для встречи выпускников»[14]. Она тоже критикуется, как и весь альбом. В частности, её называют «очень далёкой от медленного блюза»[15], высказывается мнение о том, что песня «полна невысказанной тоски», но её следовало бы очистить от синтезаторных наложений[11]. Вместе с тем, отмечаются гитарные соло Билли Гиббонса (полностью импровизированные гитаристом при записи песни):

Хоть Rough Boy сама по себе всё те же драм-машины и синтезаторы 1980-х, Билли Гиббонс выдаёт одно из своих фирменных, полных души соло, которое спасает песню от судьбы ещё одного безликого куска глянцевой продукции MTV-эры. Кроме того, оно длинное — основное соло звучит и звучит, как бы вознаграждая слушателя: «Да, мы знаем, что всё это - лишённое жизни электронное дерьмо. Это компенсация за то, что мы зашли так далеко».
Оригинальный текст (англ.)While “Rough Boy” itself is all ’80s drum machines and synths, Billy Gibbons lays down one of his trademark soulful solos that saves the song from being just another faceless piece of glossy MTV-era production. On top of this, it’s long — the main solo just keeps going and going, like a reward for the listener: “yeah, we know there’s all this lifeless electronic crap. Here’s the payoff for making it this far.

«Наполовину плохая Rough Boy (мне тоже нравится партия парящей в небесах соло-гитары, но ты переслушивал текст? Он же звучит просто как Damn Yankees)»
В песне речь идёт от имени мужчины, который обращаясь к девушке, называет себя крутым парнем и просит немного времени, чтобы доказать ей это. Билли Гиббонс сказал, что это просто придуманный персонаж, специально для баллады, которую группа намеревалась записать.
- «Can't Stop Rockin'» — 3:02
Can’t Stop Rockin' (англ. Не могу остановиться (играть рок)). Быстрый и тяжёлый рок-н-ролл в исполнении Дасти Хилла, наряду с песней Woke Up With Wood называется хард-роковым, выдержанным в стиле группы, «песней для вызова на бис», «по крайней мере музыкально даже лучше, чем Woke Up With Wood»[11][17]. Вместе с тем, отмечается, что песня «немного слишком очевидна», а голос Дасти Хилла в манере Литла Ричарда «звучит отдалённо и подавленно, как будто это спел Рэнди Бахман по телефону»[11]. Текст песни — типичный рок-гимн. Песня звучит в кинофильме Черепашки-ниндзя III
- «Planet of Women» — 4:04
Planet of Women (англ. Планета женщин). Музыкально по мнению одного из обозревателей, эта энергичная песня состоит их двух частей: «первая украдена из Got Me Under Pressure, а вторая из Gimme All Your Lovin'»[14]. Песня исполняется от лица мужчины, который сходит с ума от обилия женщин вокруг, на этой планете. Текст песни в некоторой степени навеян фильмом 1958 года «Королева космоса» с Жа Жа Габор в главной роли[19]
- «I Got the Message» — 3:27
I Got the Message (англ. Намёк понял). Песня «демонстрирует наиболее трогательные, кондовые синтезаторы на альбоме, и да, хотя это в конечном итоге превращается в прилипчивую вульгарную поп-песню, это всё же наполовину неплохо»[14]. Обозреватель журнала Rolling Stone находит, что эта песня с пульсирующим темпом сделана по образцу Gimme All Your Lovin' и Sharp Dressed Man[11]. Текст от лица мужчины, который получил некий намёк от девушки, но хочет, чтобы она сказала ему прямо.
- «Velcro Fly» — 3:29
Velcro Fly (англ. Липучка). Ещё одна песня на альбоме, которая вызвала в основном положительные оценки критиков. «Среди всей этой механической музыки, Velcro Fly выглядит удивительно живой. И не только потому, что игра Гиббонса постоянно напоминает о том, почему он много лет в пантеоне гитаристов, но ещё и потому, что это редкий кусочек, где можно услышать что-то подобное хорошему тяжёлому настоящему басу»[11]. С другой стороны, эту песню называют также «полноценным танцевальным синтезаторным галлюциногеном»[15]. Песня продолжает цикл песен группы, посвящённый обыденным вещам (Cheap Sunglesses, TV Dinners и т. п.). Песня «Velcro Fly» упомянута в романе Стивена Кинга Бесплодные земли.
- «Dipping Low (In the Lap of Luxury)» — 3:11
Dipping Low (In the Lap of Luxury) (англ. Погружаясь всё глубже (в роскошь)). Обозреватели в этой песне опять-таки находят склонность к самоповторам. Один обозреватель утверждает, что песня, наряду с I Got the Message, сделана по образцу Gimme All Your Lovin' и Sharp Dressed Man[11], другой обозреватель, отметив, что Planet of Women состоит из двух частей, которые украдены из Got Me Under Pressure, а вторая из Gimme All Your Lovin', про эту песню сказал, что она тоже из двух частей, и они обе украдены из Gimme All Your Lovin'[14]. Ещё один обозреватель сказал, что песня — «бесстыдная переработка Gimme All Your Lovin'»[15]; по ещё одному мнению, «Dipping Low (In the Lap of Luxury) настолько близка к материалу с альбома Eliminator, что её можно назвать кавер-версией»[17]. Текст песни опять же с игрой слов. «Lap of luxury» — устойчивое выражение, означающее «роскошь», «роскошную обстановку». Вместе с тем, основной перевод слова «lap» — «колени» и даже «лоно». Таким образом, название песни может переводится, как «погружаясь всё глубже (в роскошное лоно)». Если учесть такие строки песни, как «Я обошёл весь мир, и нашёл что искал, очень сладкое и немного горячее» и «А если тебе будет уже невмоготу, я подниму голову», то смысл текста становится более чем очевиден. «Мы все знаем о чём Woke Up With Wood и Dipping Low (In the Lap of Luxury). Хе-хе. Да, мы знаем»[11]
- «Delirious» — 3:41
Delirious (англ. В белой горячке). Песня, в исполнении Дасти Хилла, в основном вызвала положительные отзывы критиков.

Delirious это небольшое резюме, подводящее итог альбому: драйвовые клавиши и ударные с бешеной гитарой, и текст не для размышлений, даже не для того, чтобы вслушиваться - исключительно для ощущений. Может быть ещё немного для танцев. Это музыка предназначена для людей, что пьют Bud Light и смеются со своими корешами. 
Оригинальный текст (англ.)'Delirious' is a bit of a summary of the rest of the album: driving keyboards and percussion with wild guitar, and lyrics designed not for thinking, hardly even for listening - just for experiencing. Maybe a little dancing too. This is music meant for men drinking Bud Light and laughing with their buddies.

Дасти Хилл сказал про песню, что «это история моей жизни»

## Участники записи
- Билли Гиббонс — гитара, вокал
- Дасти Хилл — бас-гитара, бэк-вокал, клавишные, вокал на «Can’t Stop Rockin'» и «Delirious»
- Фрэнк Бирд — ударные, перкуссия

Технический состав
- Билл Хэм — продюсер
- Джо Харди — звукооператор
- Боб Людвиг — мастеринг
- Джерри Макманус — дизайн обложки
- Барри Е. Джэксон — художник

## Чарты

### Альбом
Еженедельные чарты:
| Год  | Чарт              | Позиция |
| ---- | ----------------- | ------- |
| 1985 | The Billboard 200 | 4       |

Годовые чарты:
| Чарт (1986)                        | Позиция |
| ---------------------------------- | ------- |
| США (Billboard Top Popular Albums) | 4       |

### Синглы
| Год  | Сингл                | Чарт                      | Позиция |
| ---- | -------------------- | ------------------------- | ------- |
| 1985 | «Can’t Stop Rockin'» | Mainstream Rock Tracks    | 8       |
| 1985 | «Sleeping Bag»       | Mainstream Rock Tracks    | 1       |
| 1985 | «Sleeping Bag»       | The Billboard Hot 100     | 8       |
| 1985 | «Stages»             | Mainstream Rock Tracks    | 1       |
| 1986 | «Delirious»          | Mainstream Rock Tracks    | 16      |
| 1986 | «Rough Boy»          | Mainstream Rock Tracks    | 5       |
| 1986 | «Rough Boy»          | The Billboard Hot 100     | 22      |
| 1986 | «Sleeping Bag»       | Hot Dance Music/Club Play | 41      |
| 1986 | «Stages»             | The Billboard Hot 100     | 21      |
| 1986 | «Velcro Fly»         | Hot Dance Music/Club Play | 43      |
| 1986 | «Velcro Fly»         | Mainstream Rock Tracks    | 15      |
| 1986 | «Velcro Fly»         | The Billboard Hot 100     | 35      |
| 1986 | «Woke up With Wood»  | Mainstream Rock Tracks    | 18      |